# Plectris ohausi
Plectris ohausi är en skalbaggsart som beskrevs av Bruch 1909. Plectris ohausi ingår i släktet Plectris och familjen Melolonthidae. Inga underarter finns listade i Catalogue of Life.